# Заозер'я (Лядська волость, поблизу Ктинів)
Заозер'я (рос. Заозерье) — присілок в Плюському районі Псковської області Російської Федерації.
Населення становить 11 осіб. Входить до складу муніципального утворення Лядська волость.

## Історія
Від 2015 року входить до складу муніципального утворення Лядська волость.

## Населення
| 2001 | 2002 | 2010 |
| ---- | ---- | ---- |
| 9    | ↗13  | ↘11  |